# Піттмен-Сентер (Теннессі)
Піттмен-Сентер (англ. Pittman Center) — місто (англ. town) в США, в окрузі Сев'єр штату Теннессі. Населення — 454 особи (2020).

## Географія
Піттмен-Сентер розташований за координатами 35°45′34″ пн. ш. 83°23′18″ зх. д. / 35.75944° пн. ш. 83.38833° зх. д. (35.759459, -83.388472).  За даними Бюро перепису населення США в 2010 році місто мало площу 15,72 км², уся площа — суходіл.

## Демографія
Згідно з переписом 2010 року, у місті мешкали 502 особи в 222 домогосподарствах у складі 140 родин. Густота населення становила 32 особи/км².  Було 544 помешкання (35/км²).
Расовий склад населення:
| - 96,6 % — білих - 1,0 % — азіатів - 0,2 % — корінних американців - 1,2 % — осіб інших рас |

До двох чи більше рас належало 1,0 %. Частка іспаномовних становила 2,4 % від усіх жителів.
За віковим діапазоном населення розподілялося таким чином: 20,1 % — особи молодші 18 років, 61,6 % — особи у віці 18—64 років, 18,3 % — особи у віці 65 років та старші. Медіана віку мешканця становила 47,3 року. На 100 осіб жіночої статі у місті припадало 101,6 чоловіків;  на 100 жінок у віці від 18 років та старших — 98,5 чоловіків також старших 18 років.
Середній дохід на одне домашнє господарство  становив 64 038 доларів США (медіана — 46 875), а середній дохід на одну сім'ю — 76 229 доларів (медіана — 58 750). Медіана доходів становила 27 232 долари для чоловіків та 41 389 доларів для жінок. За межею бідності перебувало 9,2 % осіб, у тому числі 10,2 % дітей у віці до 18 років та 8,3 % осіб у віці 65 років та старших.
Цивільне працевлаштоване населення становило 204 особи. Основні галузі зайнятості: мистецтво, розваги та відпочинок — 27,0 %, освіта, охорона здоров'я та соціальна допомога — 12,3 %, фінанси, страхування та нерухомість — 11,8 %.